# Gare d'Est-Ceinture
Gare d'Est-Ceinture je zrušená železniční stanice v Paříži v 19. obvodu. Nádraží bylo v provozu v letech 1867–1934. Na jeho místě byla vybudována stanice Rosa Parks. 

## Lokace
Nádraží se nacházelo v 19. obvodu mezi ulicemi Rue Curial, Rue d'Aubervilliers a Boulevard Macdonald. Leželo na křížení tratí Petite Ceinture (mezi stanicemi Pont de Flandre a La Chapelle-Saint-Denis) a Paříž – Myhúzy.

## Historie
Trať Petite Ceinture procházela pod tratí Východní společnosti. Vznikly tak dvě samostatné železniční zastávky, které však měly stejný název. Na trati Petite Ceinture byla stanice Est-Ceinture otevřena pro cestující 12. června 1867. Na trati Est zde mohli přestoupit návštěvníci světové výstavy jedoucí na stanici na Champ-de-Mars. Od 20. ledna 1868 byla stanice otevřena pro všechny cestující. Měla však několik nevýhod. Její provoz byl omezen jen na přestup na hlavní tratě, využití se značně snížila po ukončení světové výstavy, neměla přímý vstup na veřejné komunikace a po otevření nedalekého nádraží Pont de Flandre v roce 1869 většina obyvatel využívala novou stanici. Zastávka byla proto zrušena v dubnu 1869.
Světová výstava z roku 1878 vedla k jejímu znovuotevření. Nad kolejemi byla vybudována budova pro cestující.
V roce 1908 byl otevřen přístup na Rue d'Aubervilliers. Systém schodišť a lávek spojil zastávku se stanicí Est-Ceinture nacházející se jižněji.
V roce 1892 byly nástupiště východní tratě rozšířena ze dvou na osm kolejí. Při této příležitosti byla přestavěna i železniční stanice.
Původně vedla mezi oběma zastávkami jen prašná cesta. Následně byly vybudován systém lávek. Cesta však zůstávala pro cestovatele nepraktická, protože byla příliš dlouhá (asi jeden kilometr mezi Rue d'Aubervilliers a Rue Curial), komplikovaná přes lávky a únavná kvůli mnoha schodům.
Přestup mezi oběma stanicemi byl zrušen 17. května 1931 a v roce 1932 zde přestaly zastavovat dálkové vlaky. Tak jako celá linka Petite Ceinture bylo i nádraží uzavřeno pro osobní přepravu 23. července 1934.
Na konci 30. let 20. století byly strženy lávky a schodiště. Budova pro pasažéry a nástupiště byla stržena kolem roku 1968.
V prostoru bývalého nádraží vznikla stanice Rosa Parks. V jejím přízemí byl umístěna původní cedule s nápisem EST-CEINTURE, která upomíná na místní železniční tradici.